# Мечеть Курпа
Мечеть Магоки-курпа (тадж. Мағоки кӯрпа — Яма одеял) — мечеть 1637 года постройки, находится в историческом центре Бухары, находится рядом с торговым куполом Тельпак-Фурушон, одна из двух «подземных» (магоки) мечетей Бухары

## Название
Первый этаж мечети до половины скрыт культурным слоем, поэтому она прозвана подземной, магоки (тадж. мағоки — букв. «яма»). Вторая часть названия, курпа  (тадж. кӯрпа — одеяло),  связана с названием квартала, в котором мечеть находится.

## Архитектура
Мечеть двухэтажная, купольного типа, причем купола устроены в обоих этажах. На первом этаже купола на парусах покоятся на пилонах, а купола второго этажа на четырех столбах восьмиугольного сечения. Три из верхних куполов — сталактитовые, остальные на щитовидных парусах.

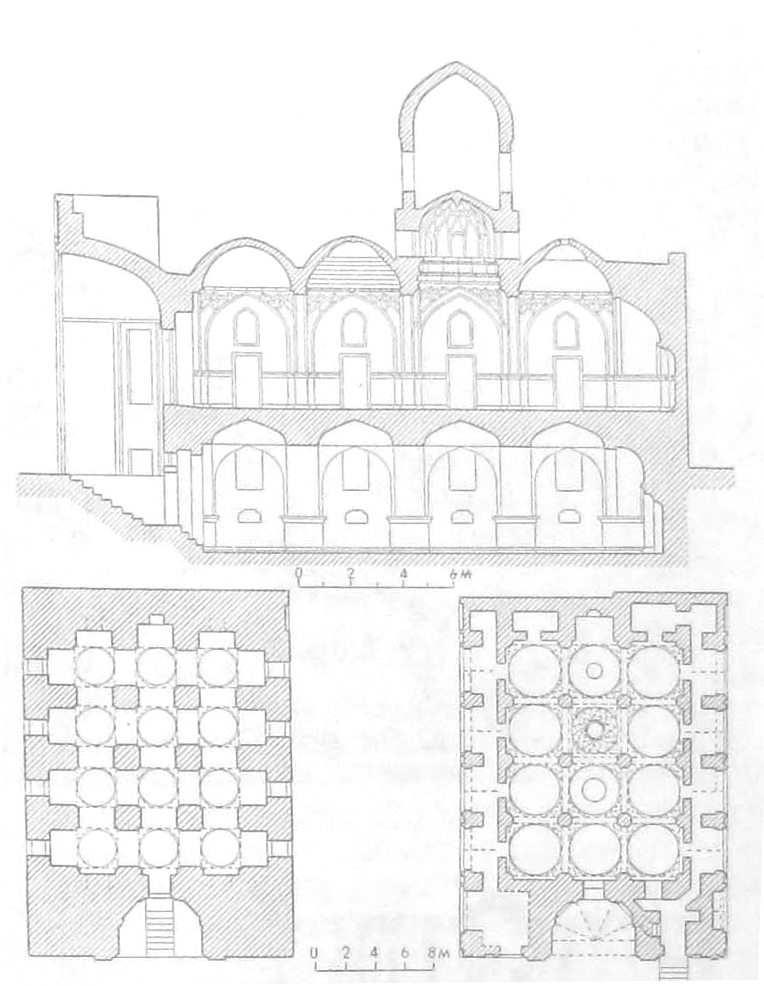
Разрез мечети Магоки-курпа, план первого (слева) и второго(справа) этажей

.

## Интересные факты
- По преданию, мечеть строилась в качестве соборной, но оказалась мала и стала использоваться как квартальная.
- По другой легенде, строитель мечети похоронен под её михрабом.